# Notylia punctata
Notylia punctata là một loài phong lan thấy từ Trinidad tới miền bắc Venezuela, và Brasil (Pará). Nó là loài điển hình của chi Notylia.